# أرسطو ودانتي يكتشفان أسرار الكون
أرسطو ودانتي اكتشفا أسرار الكون هي رواية للشباب البالغين كتبها المؤلف الأمريكي بنيامين ألير ساينز، نُشرت لأول مرة في 21 فبراير 2012. تدور أحداث الرواية في إل باسو، تكساس عام 1987، عن مراهقين اثنين أمريكيين مكسيكيين، أرسطو "آري" ميندوزا ودانتي كوينتانا، وصداقتهما وصراعهما مع الهوية العرقية والإثنية والجنسية والعلاقات الأسرية. منذ نشرها، تلقت الرواية استحسان النُقاد على نطاق واسع وحازت العديد من الجوائز.
نُشر جزء آخر للرواية بعنوان أرسطو ودانتي يغوصان في مياه العالم في 12 أكتوبر 2021. اقتُبس عن الرواية فيلم أرسطو ودانتي يكتشفان أسرار الكون، من تأليف وإخراج أيتش ألبرتو، عٌرض لأول مرة في 9 سبتمبر 2022.

## الحبكة
في صيف عام 1987، يلتقي أرسطو ميندوزا البالغ من العمر 15 عامًا بصبي يُدعى دانتي كوينتانا. يرتبط الولدان باسميهما الكلاسيكيين ويصبحان صديقين في النهاية فلا ينفصلان عن بعضهما. يعلّم دانتي صديقه آري الأدب والشعر، بينما ينبهر آري بقدرة دانتي على السباحة وإخلاصه.
يخبر دانتي آري أنه سينتقل هو وعائلته إلى شيكاغو للفصل الدراسي التالي لأن والده عُرض عليه منصب أستاذ مؤقت في جامعة شيكاغو. في اليوم نفسه، رأى الصبيان طائرًا ملقىً مصابًا في الطريق. عندما يذهب دانتي إلى الطريق ليتفقد الطائر، تنطلق سيارة مسرعة عند الزاوية. يغوص آري في الشارع ويدفع دانتي بعيدًا عن طريقه وينقذ حياته. بينما يغادر دانتي سالمًا تقريبًا، يتأذى آري بشدة. بعد الحادث، تتقارب أسرتا آل كوينتانا وآل ميندوزا. تتحدث أمهات الصبيين بشكل متكرر وتتشاركان الأفكار حول أبنائهما.
قبل أن يغادر دانتي إلى شيكاغو، يُخبر آري أن أكثر شيئين يحبهما في العالم هما السباحة وآري. ومع ذلك، يقول آري إنه لا ينبغي أن يخبره بهذه الأشياء حتى لو كانت صحيحة. يعد الصبيان بعضهما البعض بأنهما سيظلان صديقين عندما يعود دانتي في الصيف.
خلال العام التالي، أرسل دانتي إلى آري عدة رسائل يشرح فيها بالتفصيل حياته في شيكاغو ويكافح مع حياته الجنسية. يتعلم "آري" القيادة، ويقع في حب فتاة من المدرسة ويبحث عن إجابات لأسئلته حول شقيقه "بيرناردو" الموجود في السجن لأسباب لن يناقشها أحد في عائلته.
في الصيف التالي، يقنع دانتي آري بتقبيله كتجربة. أصبح من الواضح بشكل متزايد أن دانتي يحب آري، الذي يبدو أنه لا يرد بالمثل على مشاعر دانتي تجاهه.
أعلن والد آري أن عمته أوفيليا أصيبت بسكتة دماغية قاتلة. في الجنازة، يدرك آري أنه لا يوجد أحد من عائلته الكبيرة هناك. قيل له إنهم لا يوافقون على عيش العمة أوفيليا مع امرأة أخرى لسنوات عديدة. بعد الجنازة، أوضحت والدة آري أنه قبض على شقيقه برناردو بتهمة قتل عاهرة استأجرها عندما كان عمره 15 عامًا. عندما اكتشف برناردو أن العاهرة كانت متحولة جنسيًا، قتلها بقبضتيه العاريتين.
عندما يعود آري إلى المنزل، يخبره السيد كوينتانا أن دانتي في المستشفى. قفز عليه العديد من الشباب الذين رأوه يقبل صديقه دانيال في زقاق. يتعقب آري جوليان، أحد الأولاد الذين هاجموا دانتي، في ورشة بودي شوب حيث يعمل ويبدأ قتالًا معه. يسأل السيد كوينتانا عما إذا كان آري يعرف سبب قفز دانتي. أخبره آري أن دانتي مثلي الجنس وكان يقبل صبيًا آخر. يعترف السيد كوينتانا بأنه خمن الحقيقة بسبب الطريقة التي ينظر بها دانتي إلى آري، بينما تخبر السيدة كوينتانا آري أنها تعتقد أن دانتي مغرم به وأن دانيال مجرد بديل لآري.
دعت والدة آري في النهاية إلى اجتماع عائلي، حيث يقبل آري أخيرًا أنه يحب دانتي بقدر ما يحب دانتي معه. في تلك الليلة، ذهبت العائلتان للعب البولينج معًا. بعد البولينج يخرج دانتي وآري إلى الصحراء، حيث يقبل آري دانتي مُتقبلًا حبه له تمامًا. الآن بعد أن تحرر من مخاوفه، أصبح آري يتساءل: "كيف يمكن أن أشعر بالخجل من حب دانتي كوينتانا؟"

## المواضيع
تظهر العديد من المواضيع بشكل بارز في أعمال أرسطو ودانتي وتشمل هذه الهوية المكسيكية الأمريكية، والجنس والنشاط الجنسي، وأدوار الجنسين الذكورية الخاصة والمثلية الجنسية والفكرية والتعبير الفني، وكذلك العلاقات الأسرية والصداقة.[بحاجة لمصدر]

## الاستقبال النقدي
لاقت رواية أرسطو ودانتي يكتشفان أسرار الكون استحسان النقاد، بما في ذلك التقييمات المميزة بنجمة من تقييمات كيركس  ومجلة المكتبة المدرسية . 
كتب موقع كيركس مراجعات أن "الإيقاع الدقيق والشخصيات الدقيقة تدعم موهبة المؤلف في التأثير على النثر الذي يسلط الضوء على الصراعات داخل العلاقات". 
تصفها مراجعة مجلة بابليشرز ويكلي بأنها "استكشاف رقيق وصادق للهوية والجنس، وتذكير عاطفي بأن الحب - سواء كان رومانسيًا أو عائليًا - يجب أن يكون مفتوحًا وحرًا وبدون خجل." 
لاقى الكتاب استحسان القراء أيضًا. في مايو 2016، بعد أكثر من أربع سنوات من نشرها، احتلت المرتبة الأولى في قائمة روايات مجتمع الميم الشهيرة على جود ريدز. 
في مقابلة مع الإذاعة الوطنية العامة، أشار ساينز نفسه إلى أنه "لم يكن لدي كتاب بهذا النوع من الاستجابة، أبدًا". 
احصل أيضًا  لكتاب الصوتي بصوت لين مانويل ميراندا  على مراجعة مميزة بنجمة من شيريل وارد من بوكليست، التي أشارت إلى أن "ميراندا يحقق العدالة من خلال روايته الهادئة والمعقدة". اعترفت وارد بأن "التوقفات الطويلة من حين لآخر عند نهايات الفصل قد تكون مشتتة للانتباه، لكن عيب الإنتاج هذا لا ينتقص من براعة النثر المتناثر والوتيرة المحسوبة". 

## الجوائز والتكريمات
في عام 2012، قامت مجلة مراجعات كيركس ومجلة سكول لايبراري جورنال بإدراجها في قائمة أفضل الكتب لهذا العام. 
في عام 2013، أدرجتها جمعية المكتبات الأمريكية في قائمة العشرة الأوائل لأفضل رواية للشباب لهذا العام،   وكذلك في قائمة قوس قزح الخاصة بهم.   أدرجتها جمعية خدمة المكتبات للأطفال في قائمة كتب الأطفال البارزة لعام 2013.  
تضمنت بوكليست الصوتية في القوائم التالية: اختيار محرري بوكليست: صوت للشباب (2013)،  "أفضل 10 روايات متعددة الثقافات على الصوت" (2015)،  "أفضل 10 قصص LGBTQ على الصوت" (2015)،  و"أفضل 10 مرشحين لجوائز الأوسكار على الصوت" (2019). 
| سنة  | جائزة                                    | نتيجة                     | المرجع.              |
| ---- | ---------------------------------------- | ------------------------- | -------------------- |
| 2013 | جائزة أميليا إليزابيث والدن              | المتأهل للتصفيات النهائية | [ 19 ]               |
| 2013 | جائزة لامدا الأدبية لأدب الأطفال والشباب | الفائز                    | [ 20 ]               |
| 2013 | جائزة مايكل إل برينتز                    | شرف                       | [ 21 ] [ 22 ]        |
| 2013 | وسام بورا بيلبريه للرواية اللاتينية      | الفائز                    | [ 23 ] [ 24 ] [ 25 ] |
| 2013 | جائزة ستونوول للكتاب                     | الفائز                    | [ 26 ] [ 27 ] [ 28 ] |

## تتمة
أعلن ساينز في عام 2016 أنه سيكون هناك جزء آخر بعنوان سيكون هناك فصول صيف أخرى .  في عام 2020، غرد ساينز قائلاً إنه أنهى الجزء الثاني لكنه غير العنوان.   في فبراير 2021، أُعلن أن الجزء الثاني سيتم نشره بواسطة سيمون وشوستر بعنوان أرسطو ودانتي يغوصان في مياه العالم . صدر الكتاب في 12 أكتوبر 2021. 

## الاقتباسات
صدرت نسخة صوتية من الرواية في أبريل 2013. بصوت لين مانويل ميراندا، ويبلغ إجمالي وقت التشغيل 7 ساعات و29 دقيقة. 
بدأت خطط تكييفه للشاشة في عام 2016، وكانت قيد التنفيذ بحلول عام 2018 مع قيام المخرج أيتش ألبرتو بكتابة السيناريو.  في أكتوبر 2021، أُعلن أن الفيلم المقتبس من الرواية سيخرجه ألبرتو في أول ظهور لها كمخرج، وسيكون من بطولة ماكس بيلايو وريس غونزاليس كشخصيات فخرية، إلى جانب أوجينيو ديربيز وإيفا لونجوريا وفيرونيكا فالكون وإيزابيلا جوميز. ولونا بليز وكيفن أليخاندرو.  تم التصوير في الفترة من أكتوبر إلى نوفمبر 2021، وتم عرض الفيلم لأول مرة في 9 سبتمبر 2022 في مهرجان تورونتو السينمائي الدولي السابع والأربعين. 